# Oenanthe phillipsi
Oenanthe phillipsi е вид птица от семейство Muscicapidae.

## Разпространение
Видът е разпространен в Етиопия и Сомалия.